# The American Chess Magazine
«Американ чесс мэгэзин» (англ. The American Chess Magazine) — первый американский шахматный журнал. Выходил 1 раз в месяц (Нью-Йорк; октябрь 1846 — сентябрь 1847). Издатель — Ч. Стэнли.
Аналогичные названия носили 2 других шахматных журнала, которые выпускались в 1892 — 1893 и 1897 — 1899. Они не играли значительную роль в американской шахматной журналистике.